# Kaluga
Kaluga (ryska: Калу́га) är en stad vid floden Oka i centrala Ryssland, 188 km sydväst om Moskva. Kaluga är administrativt centrum i Kaluga oblast och har cirka 340 000 invånare i centralorten. Den första stora teoretikern inom raketforskningen, Konstantin Tsiolkovskij, bodde i Kaluga.
I januari 2009 öppnade Volvo Lastvagnar en ny fabrik i Kaluga.

## Personer
- Aleksandr Amfiteatrov (1862-1938), tidningsman och författare;
- Mykola Azarov, före detta vice premiärminister och finansminister i Ukraina;
- Aleksandr Gretjaninov (1864-1956), kompositör;
- Michail Linge (1958-1994), friidrottare;

## Galleri

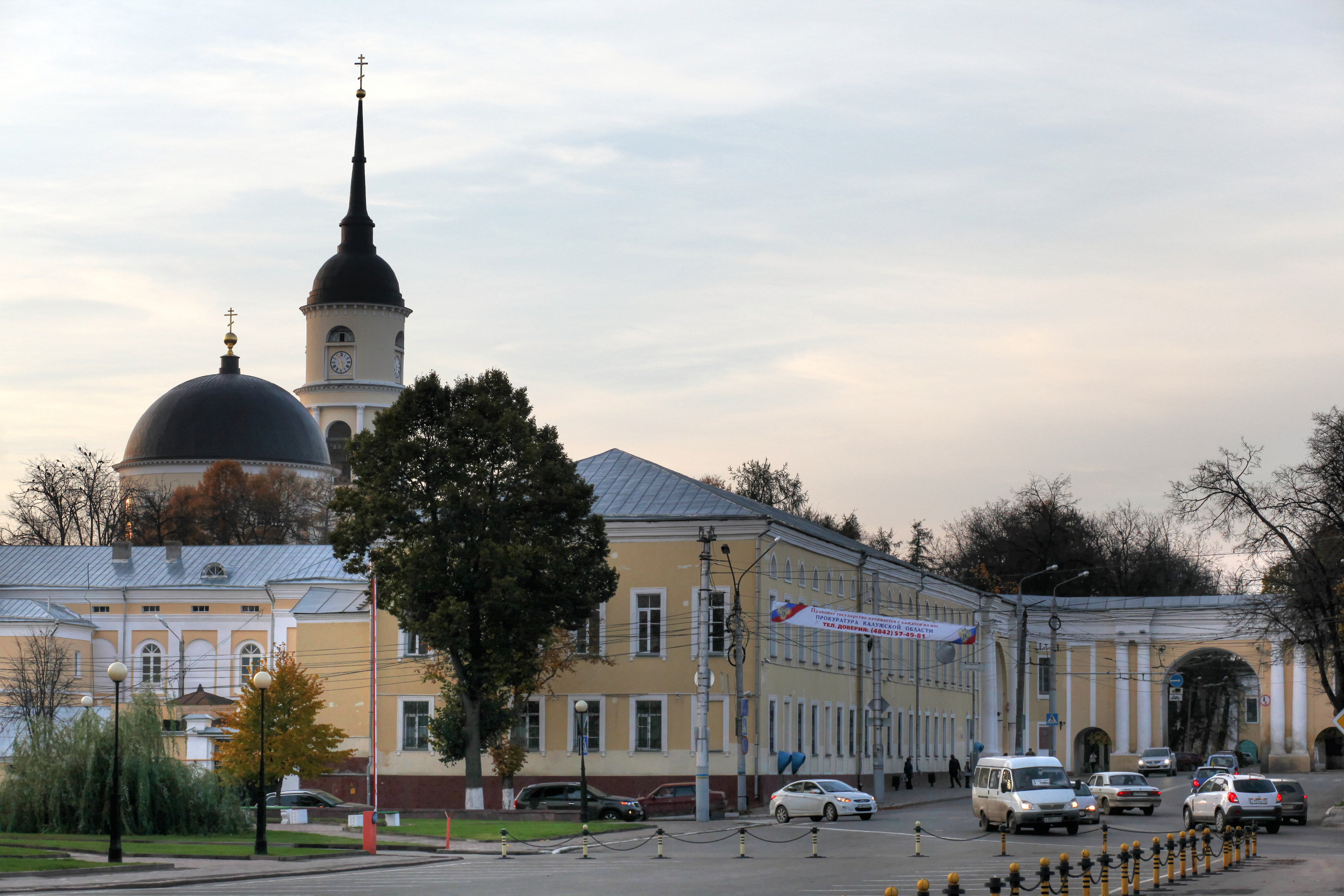
Stora torget.
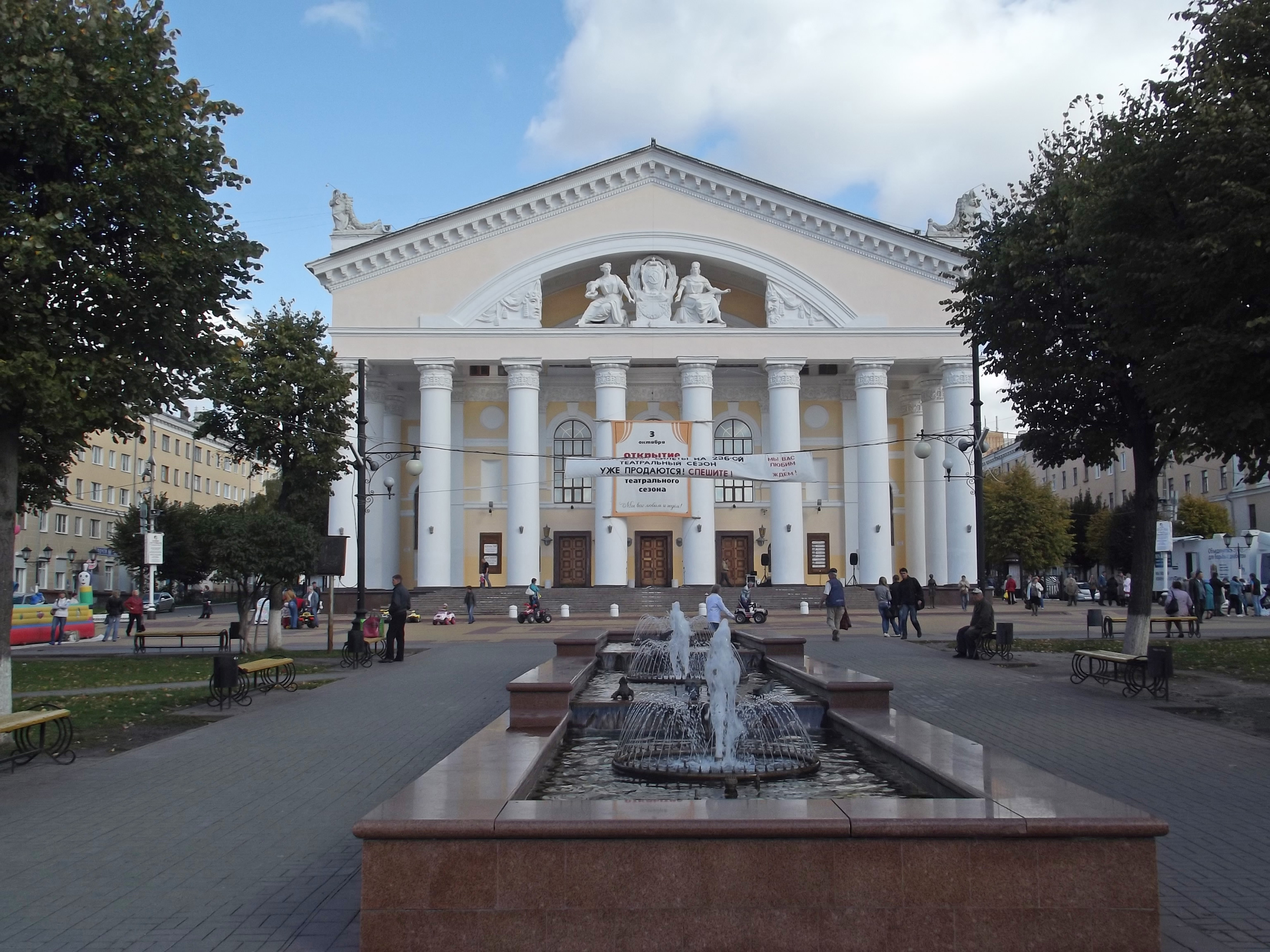
Teatern i Kaluga.
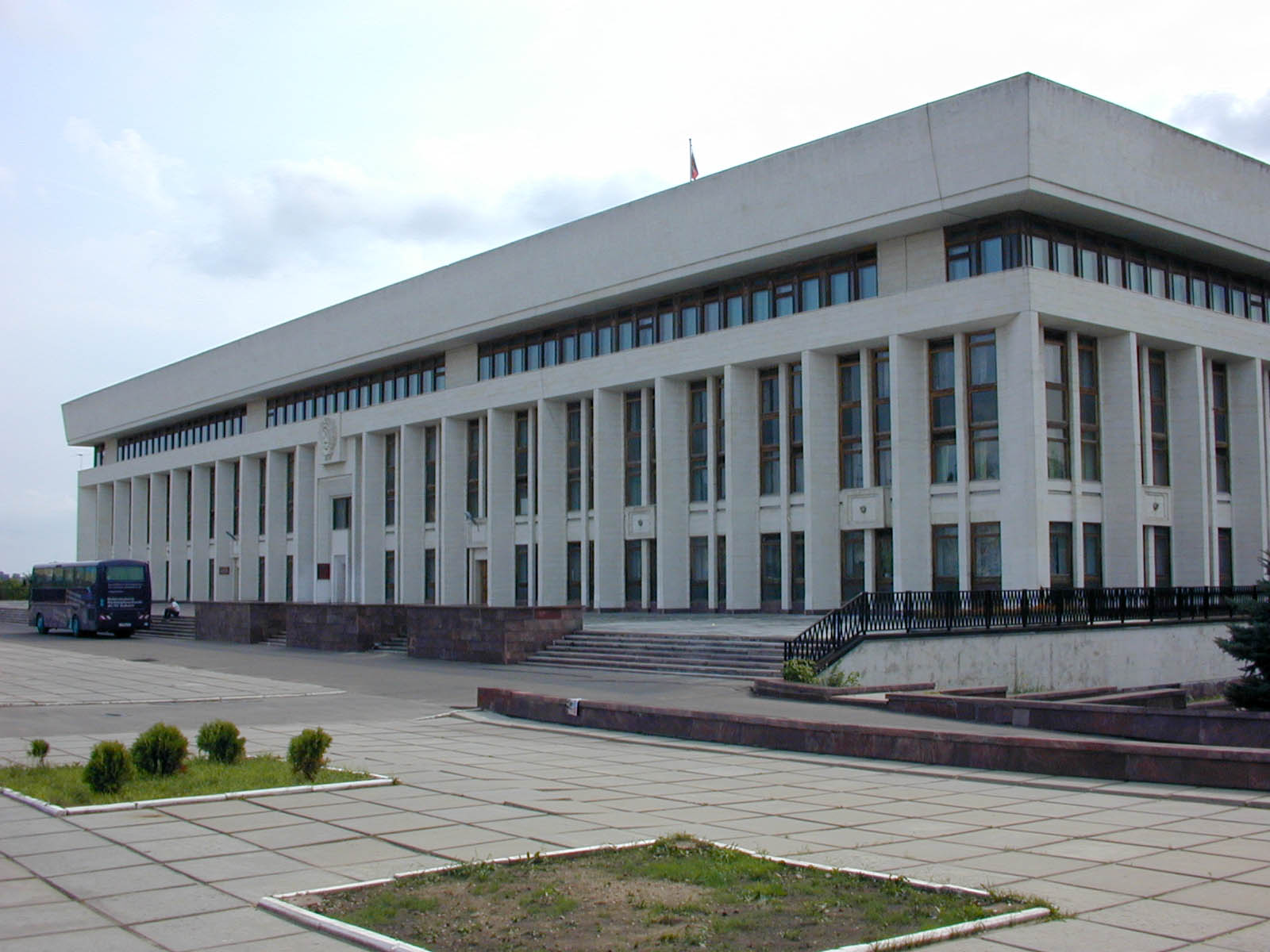
Administrationsbyggnad för oblastet.

## Vänorter
Kaluga har följande vänorter:
| - Binningen, Schweiz - Binzhou, Kina - Clearwater, Florida, USA - Chemnitz, Tyskland - Lahtis, Finland - Leszno, Polen - Machatjkala, Ryssland | - Minsk, Vitryssland - Orjol, Ryssland - Panorama, Grekland - Smolensk, Ryssland - Suhl, Tyskland - Tiraspol, Moldavien - Tula, Ryssland - Xianyang, Kina |